# カレン・ブリクセン博物館 (ケニア)
カレン・ブリクセン博物館（カレン ブリクセンはくぶつかん、英語: Karen Blixen Museum）はケニアのナイロビから10キロほど郊外に行った「ンゴングの丘のふもと」のカレンにある博物館である。デンマーク人の作家カレン・ブリクセン（別名イサク・ディネーセン）のかつての文学館として保存したものである。この家での暮らしを綴った1937年の著作『アフリカの日々』はブリクセンの代表作としてよく知られている。

## 来歴
現在はカレン・ブリクセン博物館となっているバンガロー様式の家は1912年、当時はイギリス領東アフリカだったケニアにスウェーデンのエンジニアであるオーケ・シェーグレンが建設した。この家はケニアで現存している最も古い建築物のひとつである。カレン・ブリクセンとその夫ブロア・ブリクセン＝フィネケが1917年にコーヒープランテーションを作るつもりでこの家と周りの地所を購入した。ブリクセン夫妻が1921年に離別した後、1931年にデンマークに完全に帰国するまでカレン・ブリクセンはこの家に住み、農場経営を続けた。ここでの暮らしはブリクセンの最も有名な著作である『アフリカの日々』（1937）と、『草原に落ちる影』(1960)にも記されている。
カレン・ブリクセンが1962年に亡くなった後、1964年にデンマーク政府が独立記念の贈り物として新しいケニア政府にこの家を寄付した。1985年の『アフリカの日々』を原作とする映画『愛と哀しみの果て』の人気を受けて、1986年にケニア国立博物館のひとつとして公開された。

## 場所

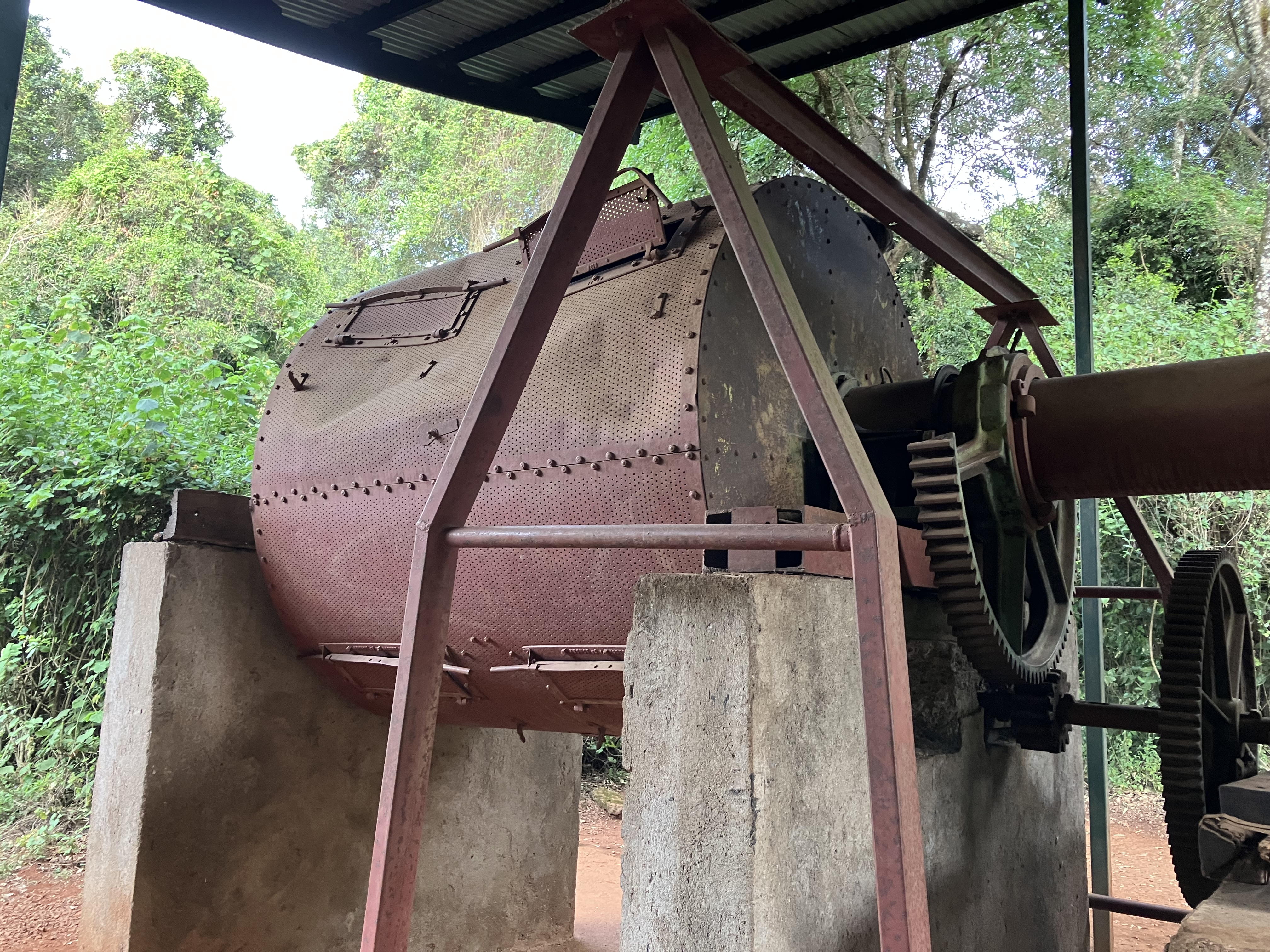
カレン・ブリクセン博物館で展示されているコーヒー農場遺構

ケニアのナイロビから10キロほど郊外に行った「ンゴングの丘のふもと」にある。博物館はカレンと呼ばれているナイロビの富裕層が住む郊外にあり、この地域はカレン・ブリクセンがデンマークに帰った後でコーヒー農園のあった地域を再分譲したことで地名が変わった。カレン・ブリクセンは後に自分の著作で「カレンの住宅地」は「私にちなんで名付けられた」と述べているが、これは公式には確認されていない。

## 展示
カレン・ブリクセンが売った家具を買い戻し、作家が住んでいた頃の様子が再現されている。当時のコーヒー工場の機械や農機具類も展示されている。世界中からケニアを訪れる観光客が見学する著名な観光地となっている。